# Панов Борис Іванович
Борис Іванович Панов (1910, село Волховське Нижньогородської губернії, тепер Російська Федерація — 11 лютого 1962, місто Москва, тепер Російська Федерація) — радянський партійний діяч, 1-й секретар Калузького обласного комітету ВКП(б). Депутат Верховної ради СРСР 2—3-го скликань (1949—1954).

## Біографія
Народився в родині поштового службовця. З 1926 року навчався в Усольському сільськогосподарському технікумі Середньоволзького краю. У 1927 році вступив до комсомолу.
Після закінчення технікуму працював дільничним агрономом.
У 1932 році закінчив Всесоюзний агрономічний (сільськогосподарський) інститут імені Тімірязєва в Москві.
У 1932—1938 роках — викладач, директор Юр'ївського сільськогосподарського технікуму Івановської області.
Член ВКП(б) з 1936 року.
У 1938—1941 роках — заступник начальника управління навчальних закладів Народного комісаріату землеробства РРФСР.
У 1941—1942 роках — звільнений секретар партійної організації Народного комісаріату землеробства РРФСР.
Під час радянсько-німецької війни був комісаром будівництва оборонних рубежів під Москвою.
У 1942—1943 роках — завідувач відділу громадського харчування Московського міського комітету ВКП(б).
У 1944—1946 роках — 1-й секретар Тімірязєвського районного комітету ВКП(б) міста Москви.
У 1946—1948 роках — завідувач сільськогосподарського відділу Московського обласного комітету ВКП(б).
16 березня 1948 — 20 вересня 1952 року — 1-й секретар Калузького обласного комітету ВКП(б). Одночасно від березня 1948 до січня 1950 року — 1-й секретар Калузького міського комітету ВКП(б).
З вересня 1952 до 1953 року — слухач Курсів перепідготовки перших секретарів при ЦК КПРС у Москві.
У 1953—1954 роках — інспектор ЦК КПРС.
У 1954—1956 роках — заступник завідувача сільськогосподарського відділу ЦК КПРС по Російській РФСР.
У 1956—1958 роках — член Комітету партійного контролю при ЦК КПРС.
З 1958 року — персональний пенсіонер у місті Москві.
Помер 11 лютого 1962 року після тривалої важкої хвороби. Похований на Новодівочому цвинтарі Москви.

## Нагороди
- орден Трудового Червоного Прапора (.09.1947)
- орден «Знак Пошани»
- медалі